# Dobrzeń Wielki (gemeente)
De gemeente Dobrzeń Wielki is een landgemeente in het Poolse woiwodschap Opole, in powiat Opolski (Silezië).
De zetel van de gemeente is in Dobrzeń Wielki.
Op 30 juni 2004 telde de gemeente 14 131 inwoners.

## Oppervlakte gegevens
In 2002 bedroeg de totale oppervlakte van gemeente Dobrzeń Wielki 91,42 km², waarvan:
- agrarisch gebied: 49%
- bossen: 37%

De gemeente beslaat 5,76% van de totale oppervlakte van de powiat.

## Demografie
Stand op 30 juni 2004:
| Omschrijving                   | Totaal | Totaal | Vrouwen | Vrouwen | Mannen | Mannen |
| ------------------------------ | ------ | ------ | ------- | ------- | ------ | ------ |
| eenheid                        | aantal | %      | aantal  | %       | aantal | %      |
| inwoners                       | 14 131 | 100    | 7342    | 52      | 6789   | 48     |
| bevolkingsdichtheid (inw./km²) | 154,6  | 154,6  | 80,3    | 80,3    | 74,3   | 74,3   |

In 2002 bedroeg het gemiddelde inkomen per inwoner 3033,86 zł.

## Sołectwa
Borki, Brzezie, Chróścice, Czarnowąsy, Dobrzeń Mały, Dobrzeń Wielki, Krzanowice, Kup, Świerkle

## Aangrenzende gemeenten
Dąbrowa, Łubniany, Murów, Opole, Pokój, Popielów
- Library of Congress Control Number: n93114024
- Nationale Bibliotheek van Israël: 987007530893705171
- Virtual International Authority File: 150248017
- WorldCat: E39PBJhdcGtDMyWMXy3QGFVt8C